# Simonetta Cerrini
Simonetta Cerrini-Alloisio, née le 6 février 1964  à Chiavari, est une écrivaine et historienne italienne, auteure d'ouvrages historiques consacrés aux Templiers et responsable artistique du chanteur italien Gian Piero Alloisio (it).

## Parcours de formation et de recherche
Simonetta Cerrini fait des études d'histoire médiévale à Milan, puis à l'université Paris IV, où elle soutient en 1998 une thèse doctorale intitulée Une expérience neuve au sein de la spiritualité médiévale. L'ordre du Temple (1120-1312) : étude et édition des règles latines et françaises.
Dans un ouvrage édité en plusieurs langues et publié en France sous le titre La révolution des Templiers (2007), elle étudie les neuf manuscrits subsistants qui relatent les débuts de l'ordre du Temple, notamment la vie au quotidien de ses membres ou encore la personnalité du premier grand maître des Templiers, le chevalier champenois Hugues de Payns.
Pour Simonetta Cerinni, la création de l’ordre des Templiers constitue une « révolution », non au sens actuel le plus commun de « renversement brusque d’un régime politique par la force », mais de « changement qui arrive dans les choses du monde, dans les opinions ». Pour Cerrini, ce réformisme - ou cette révolution – templière comporte plusieurs aspects :
Au XIe siècle, s’impose une vision de la société ébauchée par saint Augustin (354-430) dans son ouvrage La Cité de Dieu, selon laquelle la société est – et doit – s’articuler autour de trois ordres définis par leurs fonctions : ceux qui prient (les oratores) et ceux qui combattent (les bellatores ou pugnatores), deux petites minorités, et l’immense majorité de ceux qui travaillent (les laboratores), principalement des paysans. Cette théorie ternaire des ordines avait été formulée, entre autres, par Adalbéron de Laon (? - 1030 ou 1031) et développée par Gérard de Cambrai (~975 – 1051). Or le fondateur de l'ordre, Hugues de Payns, propose un ordre dont les membres sont à la fois oratores et bellatores, ce qui constitue en soi une « révolution » qui permettra la création d’autres ordres militaro-religieux – ou religieux-militaires - et la transformation en ordres militaires d’ordres hospitaliers et charitables comme l’ordre des hospitaliers de Saint-Jean de Jérusalem ou l’ordre de Saint-Lazare.
Autre aspect révolutionnaire, l’ouverture de l’Ordre, dont la Règle est rédigée aussi bien en latin qu’en langue d’oïl, tandis que la langue d’oïl remplace en large part le latin dans les communications internes et externes, rendant ainsi accessible l’Ordre à d'autres catégories de personnes, les  laboratores, les femmes, même si les « templières » sont restées très minoritaires,.
Simonetta Cerrini reprend à nouveau compte le débat sur des perspectives controversées ou nouvelles, parfois « en termes originaux et un brin provocateurs » :
- elle souligne que la première appellation du Temple était « commilitiones Christi », c'est-à-dire frères d'armes du Christ et non « milites Christi » (combattants du Christ), ce qui donne une image d'un Christ combattant et chef de guerre[6].
- au-delà du témoignage de Oussama Ibn Mounqidh, elle souligne la tolérance du Temple, installé sur le site de la mosquée al-Aqsa, à l'égard des autres religions : « Certains textes montrent aussi que musulmans, templiers et pèlerins chrétiens d’Orient (jacobites, coptes, melchites...) prient ensemble à l’abbaye de Saïdnaya, à 35 kilomètres au sud de Damas, en Syrie. »[10].

Elle a mené des recherches sur les liens entre Bernard de Clairvaux et les Templiers.

## Diffusion et vulgarisation des recherches historiques
Elle s'intéresse à la diffusion et à la vulgarisation de la recherche, notamment en écrivant dans des revues historiques et également dans des journaux non spécialisés, ou en conseillant la mise en scène d'un spectacle historique.
En 2021, à Alexandrie, en Italie, elle à idée et organisé, avec Gian Piero Allosio, le Festival Internazionale dei Templari.

### Entretien
- « Les templiers, de la Croisade au procès d'État », entretien avec Julien Théry, en compagnie d'Alain Demurger, dans La grande H., l'émission d'histoire du Média, 6 novembre 2019.

### Ouvrages
- (Ouvrage collectif) S. Cerrini et al. I Templari, la guerra e la santità, Rimini, Il Cerchio 2000  (ISBN 88-86583-73-7).
- La révolution des Templiers. Une histoire perdue du XIIe siècle, préface d'Alain Demurger, Paris, Éditions Perrin  (ISBN 978-2-262-01923-5), 2007, rééd. 2009  (ISBN 978-2-262-03078-0).
- (roumain) Templierii – misterul călugărilor-războinici, Bucarest, Litera, 2010  (ISBN 978-973-675-417-3).
- (it) La Rivoluzione dei Templari, Mondadori, Milan, 2008  (ISBN 978-88-04-58074-4) (coll. Le Scie), recension en italien (repubblica.it).
- (es) La Revolucion de los Templarios, El Ateneo, Buenos Aires, 2008  (ISBN 978-950-02-0436-1).
- (it) L'apocalisse dei Templari, Mondadori, Milan, 2012  (ISBN 978-88-04-62241-3).
- (cs) Templářská Revoluce. Ztracený příběh z 12. století, Argo, Prague 2013  (ISBN 978-80-257-0779-1).
- (it) La Passione dei Templari, Mondadori, Milan 2016  (ISBN 978-88-046-5699-9)
- Le dernier jugement des Templiers, Flammarion, 2018, 384 p.

### Articles et chapitres d'ouvrages
- (it) (Chapitre) « I Templari una vita da frates ma una regola anti-ascetica; una vita de cavalieri ma una regola anti-eroica », in S. Cerrini et al., I Templari, la guerra e la santità, Rimini, Il Cerchio 2000  (ISBN 88-86583-73-7), p. 19-48.
- (it) (Chapitre) « L’ordine del Tempio. Aggiornamento bibliografico », in S. Cerrini et al., I Templari, la guerra e la santità, Rimini, Il Cerchio, 2000, p. 153–163.
- « Rang et dignité dans l'ordre du Temple au regard de la règle », dans Philippe Josserand, Luís F. Oliveira, Damien Carraz, Élites et ordres militaires au Moyen, Casa de Velázquez, 2015, 478 p. (ISBN 978-8-4156-3688-5, présentation en ligne), p. 169-188
- (it) Schede biografiche di: 'Onorio II, antipapa'; 'Onorio II, papa', in Dizionario Biografico degli Italiani, Roma, Istituto dell’Enciclopedia Italiana Treccani, vol. 79, 2013, s.v., p.  367-369, p. 369-372.
- L'économie idéale des Pauvres chevaliers du Christ et du Temple de Salomon d'après leur règle et leurs statuts, in Arnaud Baudin, Ghislain Brunel et Nicolas Dohrmann (dir.), L’économie templière en Occident. Patrimoines, commerce, finances. Actes du colloque international. Troyes-Abbaye de Clairvaux, 24-26 octobre 2012, Langres, 2013, p.  31-56.
- La règle de l’ordre et la hiérarchie templière, in Catalogue Templiers. De Jérusalem aux commanderies de Champagne, dir. Arnaud Baudin, Ghislain Brunel et Nicolas Dohrmann, Paris, Somogy éditions d’art/Archives départementales de l’Aube, p. 96-103 (cataloghi accompagnanti la mostra: Templiers. Une histoire, notre trésor, Conseil général de l’Aube / les Archives départementales, l’Hôtel-Dieu-le-Comte de Troyes 16 juin-31 octobre 2012).
- (it) I Templari, i religiosi e gli intellettuali nel XII secolo. Alcuni spunti in As ordens militares. Freires, guerreiros, cavaleiros. Actas do VI Encontro sobre Ordens Militare, Vol. 1, dir. Isabel Cristina F. Fernandes, Palmela, GEsOS-Municipio de Palmela, 2012, p.  339-54.
- (it) I templari, la regola e il cavallo sacrificato. Per il 70º compleanno di Franco Cardini in Cavalli e cavalieri. Guerra, gioco, finzione. Atti del Convegno internazionale di Studi Certaldo Alto 15-18 settembre 2010, dir. Franco Cardini e Luca Mantelli, Pise, Pacini, 2011, p.  87-108.
- (en)  Orders, Military: Levantine Orders in The Oxford Encyclopedia of Medieval Warfare, dir. Clifford J. Rogers, New York - Oxford: Oxford University Press, 2010. Vol. 3, p.  78–83.
- Le fondateur de l’Ordre du Temple à ses frères : Hugues de Payns et le Sermo Christi militibus in Dei Gesta per Francos. Études sur les croisades dédiées à Jean Richard, dir. M. Balard, B.Z. Kedar, J.Riley-Smith, Aldershot, 2001, p.  99-110.
- (it) Scheda nr. 67, in La sostanza dell’effimero. Gli abiti degli ordini religiosi in Occidente. Catalogo della mostra. Roma, 18 gennaio- 31 marzo 2000, dir. Giancarlo Rocca, Rome, 2000, p.  281-284.
- (it) Schede biografiche di 'Onorio II, antipapa'; 'Urbano II, papa', 'Celestino II, antipapa', 'Onorio II, papa', 'Urbano IV, papa', 'Martino IV, papa' in Enciclopedia dei papi, Rome, Istituto dell’Enciclopedia Italiana Treccani, 2000
- (it)  I templari: una vita da fratres, ma una regola anti-ascetica; una vita da cavalieri, ma una regola anti- eroica, in I Templari, la guerra e la santità, dir. S. Cerrini, Rimini, Il Cerchio, 2000, p.  19-48.
- (it) L’ordine del Tempio. Aggiornamento bibliografico in I Templari, la guerra e la santità, dir. S. Cerrini, Rimini, Il Cerchio, 2000, p.  153-63.
- (en) A New Edition of the Latin and French Rule of the Temple, in The Military Orders, II, Welfare and Warfare, dir. H. Nicholson, Aldershot, 1998, p.  207-215.
- (it) Giovanni di Rabenstein tra Bologna e Pavia: l'iniziazione umanistica di un giovane prelato boemo, in Petrarca, Verona e l’Europa, Padoue 1997 (Studi sul Petrarca, 26), p.  495-518.
- (it) Le Sorores Templi, in Dizionario degli istituti di perfezione, 9 (1997), p.  898-903.
- La tradition manuscrite de la Règle du Temple. Études pour une nouvelle édition des versions latine et française, in Autour de la première croisade. Actes du Colloque de la Society for the Study of the Crusades and the Latin East. Clermont-Ferrand, 22-25 juin 1995, dir. M. Balard, Paris 1996, p.  203-219.
- (it) Nuovi percorsi templari tra i manoscritti latini e francesi della Regola, in Regione Piemonte, Atti del convegno I Templari in Piemonte, dalla storia al mito. Torino 20 ottobre 1994, dir. R. Bordone, Turin, 1995, p.  35-56.
- (it) Festività templari, in Templari a Piacenza. Le tracce di un mito, dir. A. Serena, Piacenza 1995, p.  80-83.
- (it) Libri dei Visconti-Sforza: schede per una nuova edizione degli inventari, Studi petrarcheschi, n. s. 8, 1991, p.  239-81.
- (it) Un copista nel castello sforzesco di Pavia: Bernardo Dal Pra da Parma, Studi petrarcheschi, n. s. 8,1991, p.  411-30.
- (it) Libri e vicende di una famiglia di castellani a Pavia nella seconda metà del Quattrocento, Studi petrarcheschi, n.s. 7, 1990, p.  339-409.